# 多裂叉钩丝壳
多裂叉钩丝壳（学名：Sawadaea polyfida）是属于白粉菌目白粉菌科叉钩丝壳属的一种真菌，寄生在槭属植物上。该种分布于中国。